# Альвеста (комуна)
Комуна Альвеста (швед. Alvesta kommun) — адміністративно-територіальна одиниця місцевого самоврядування, що розташована в лені Крунуберг у центральній Швеції.
Альвеста 108-а за величиною території комуна Швеції. Адміністративний центр комуни — місто Альвеста.

## Населення
Населення становить 18 927 чоловік (станом на вересень 2012 року).
| Кількість населення комуни Альвеста за 1970-2010 роки | Кількість населення комуни Альвеста за 1970-2010 роки | Кількість населення комуни Альвеста за 1970-2010 роки | Кількість населення комуни Альвеста за 1970-2010 роки | Кількість населення комуни Альвеста за 1970-2010 роки |
| ----------------------------------------------------- | ----------------------------------------------------- | ----------------------------------------------------- | ----------------------------------------------------- | ----------------------------------------------------- |
| Рік                                                   |                                                       |                                                       | Населення                                             |                                                       |
| 1970                                                  | 1970                                                  |                                                       | 19 184                                                | 19 184                                                |
| 1975                                                  | 1975                                                  |                                                       | 18 784                                                | 18 784                                                |
| 1980                                                  | 1980                                                  |                                                       | 19 442                                                | 19 442                                                |
| 1985                                                  | 1985                                                  |                                                       | 19 518                                                | 19 518                                                |
| 1990                                                  | 1990                                                  |                                                       | 19 754                                                | 19 754                                                |
| 1995                                                  | 1995                                                  |                                                       | 19 714                                                | 19 714                                                |
| 2000                                                  | 2000                                                  |                                                       | 18 916                                                | 18 916                                                |
| 2005                                                  | 2005                                                  |                                                       | 18 684                                                | 18 684                                                |
| 2010                                                  | 2010                                                  |                                                       | 18 802                                                | 18 802                                                |
| Джерело: SCB                                          |                                                       |                                                       |                                                       |                                                       |

## Населені пункти
Комуні підпорядковано 6 міських поселень (tätort) та низка сільських, більші з яких:
- Альвеста (Alvesta)
- Мугеда (Moheda)
- Вісланда (Vislanda)
- Грімслев (Grimslöv)
- Торпсбрук (Torpsbruk)
- Юртсберга (Hjortsberga)

## Міста побратими
Комуна підтримує побратимські контакти з такими муніципалітетами:
- Гельсінге, Данія
- Турнов, Чехія
- Ленгеде, Німеччина
- Краснистав, польща

## Галерея

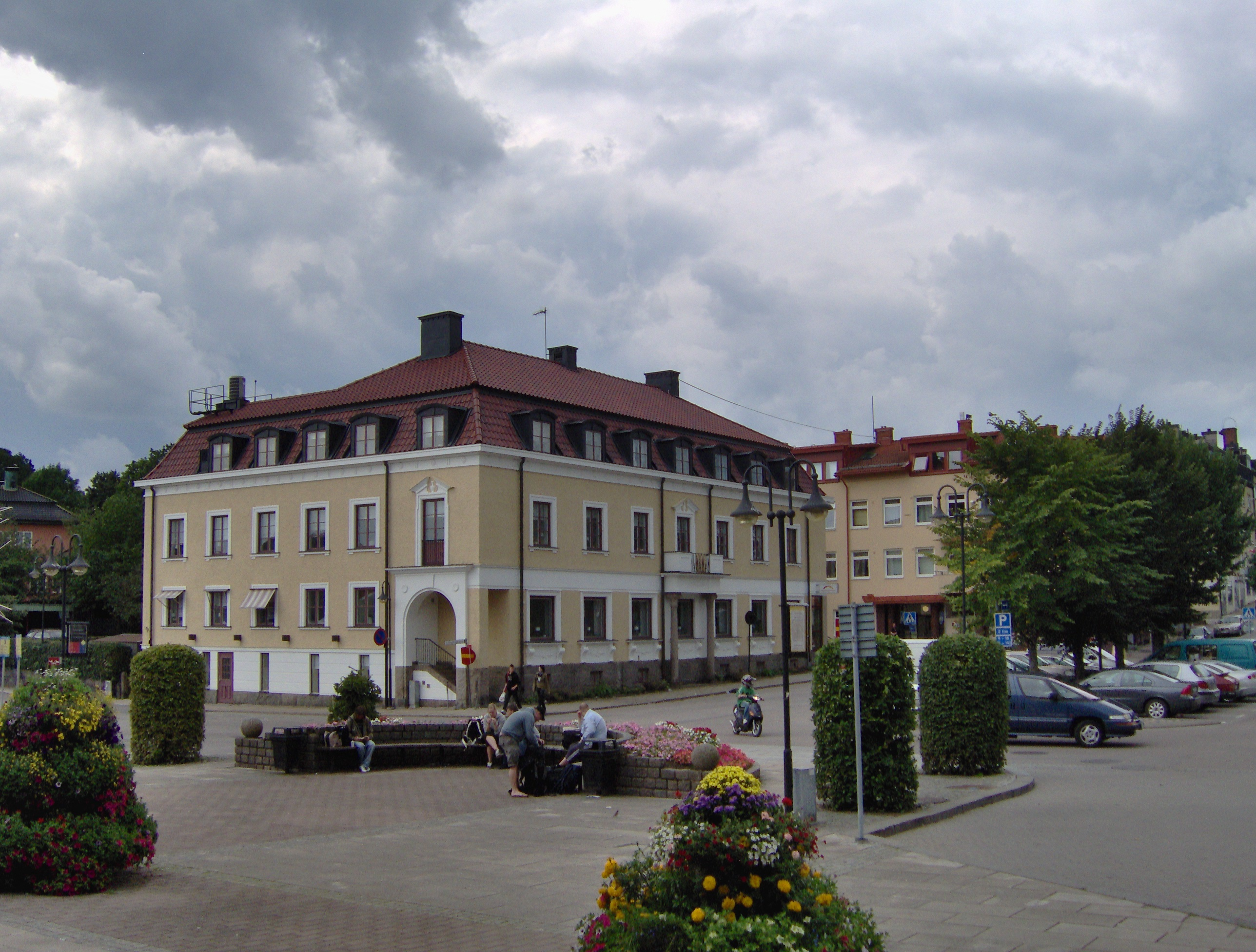
У центрі міста Альвеста
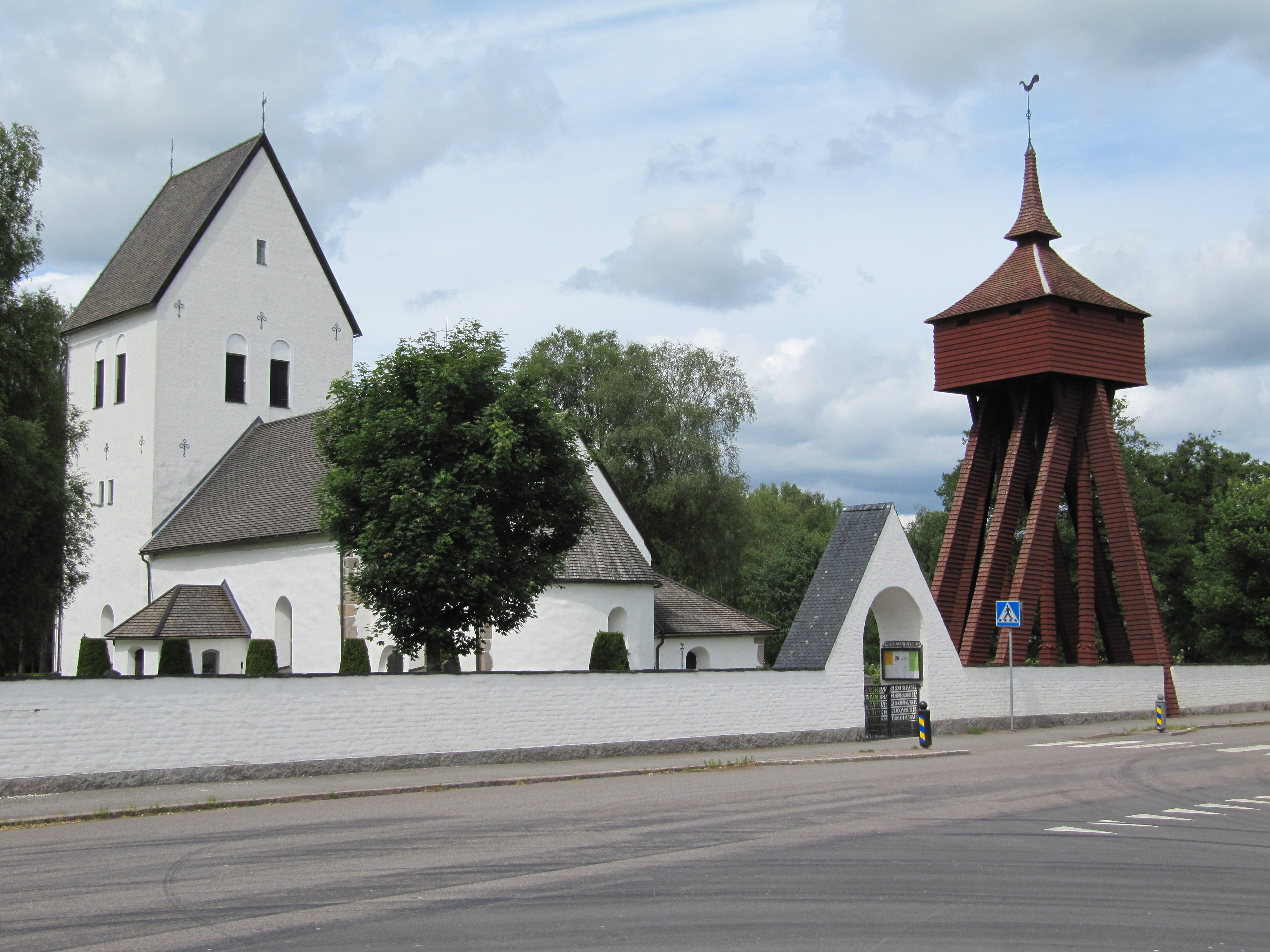
Церква (Мугеда)
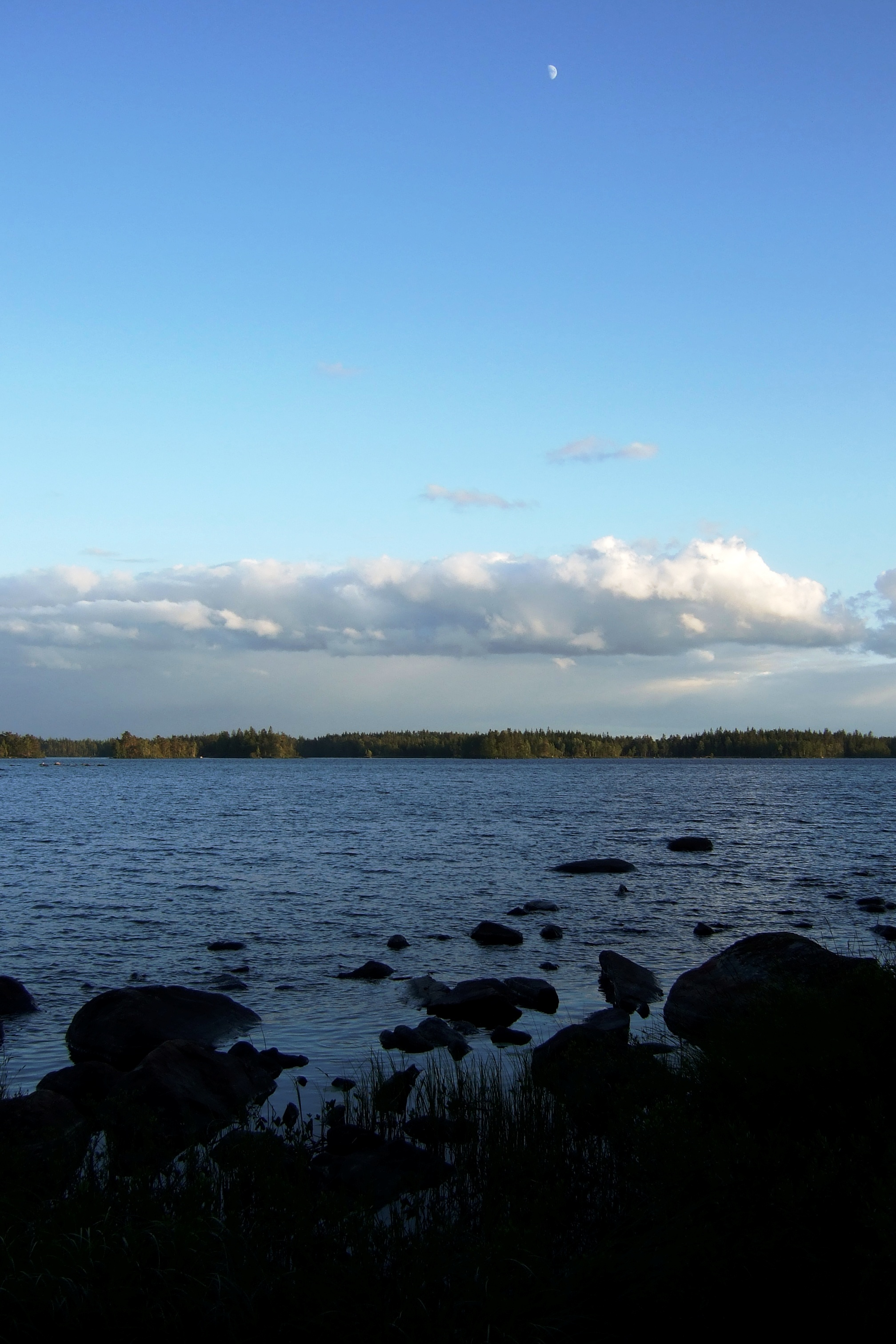
Озеро Моашен